# Перерва (моторвагонне депо)
55°39′39″ пн. ш. 37°42′58″ сх. д. / 55.66083° пн. ш. 37.71611° сх. д.
Перерва (ТЧПРІГ-3) — моторвагонне депо в Москві на полігоні Московської залізниці. Депо займається ремонтом і експлуатацією МВПС. Входить до Московської дирекції моторвагонного рухомого складу. Примикає до станції Любліно-Сортувальне Курського напрямку МЗ.
Поруч з депо знаходиться пасажирська платформа Перерва Курського напрямку МЗ.

## Тяглові плечі
По Курському напрямку:
- Москва-Пасажирська-Курська — Серпухов
- Москва-Пасажирська-Курська — Тула-1-Курська — тільки з потягами № 6961/6958 по вихідним дням.

До 1 червня 2014 року також ще обслуговувалися плечі:
- Москва-Пасажирська-Курська — Орел — з потягом № 825/826.
- Москва-Пасажирська-Курська — Курськ — с потягом № 831/832 (на лінії Орел — Курськ локомотивною бригадою ТЧПРІГ-22 Новомосковськ-1).

По Ризькому напрямку:
- Москва-Пасажирська-Курська — Новоєрусалимська

По Смоленському (Білоруському) напрямках:
- Москва-Пасажирська-Курська — Кубинка-1
- Москва-Пасажирська-Курська — Звенигород

До 10 грудня 2016 року також ще обслуговувалося плече:
- Москва-Пасажирська-Курська — Усово

До 2010 року обслуговувались плечі Горьківського напрямку:
- Москва-Пасажирська-Курська — Балашиха
- Москва-Пасажирська-Курська — Фрязево
- Москва-Пасажирська-Курська — Ногінск

## Рухомий склад
- ЕД2Т — 18 складів;
- ЕД4 — 2 склади;
- ЕД4М — 8 складів;
- ЕД4М1 — 1 склад;
- ЕД4МК — 6 складів;
- ЕД4Е — 1 склад, відставлений від експлуатації у 2006 році;
- ЕМ2І — 2 склади, відправлені на базу запасу в Могзон;